# بيلي هامبسون
بيلي هامبسون (بالإنجليزية: Billy Hampson)‏ (26 أغسطس 1882 في المملكة المتحدة - 24 فبراير 1966) هو مدرب كرة قدم ولاعب كرة قدم بريطاني (وحمل سابقاً جنسية المملكة المتحدة لبريطانيا العظمى وأيرلندا) في مركز الدفاع. لعب مع نادي بوري.

## وصلات خارجية
- بيلي هامبسون على موقع قاعدة بيانات كرة القدم.إي يو (الإنجليزية)
- بيلي هامبسون على موقع Soccerbase.com (لاعب) (الإنجليزية)